# Carol al IV-lea al Franței
Carol al IV-lea, cunoscut ca cel Drept (n. 18 mai 1294, Creil, Picardie⁠(d), Franța – d. 1 februarie 1328, Vincennes, Métropole du Grand Paris, Franța), a fost rege al Franței și al Navarei (sub numele Carol I) și Conte de Champagne din 1322 până la moartea sa: a fost ultimul rege francez al Casei Capet. Ca și tatăl său, Carol a fost cunoscut ca "cel Drept" sau "cel Frumos".

## Personalitate și căsătorie

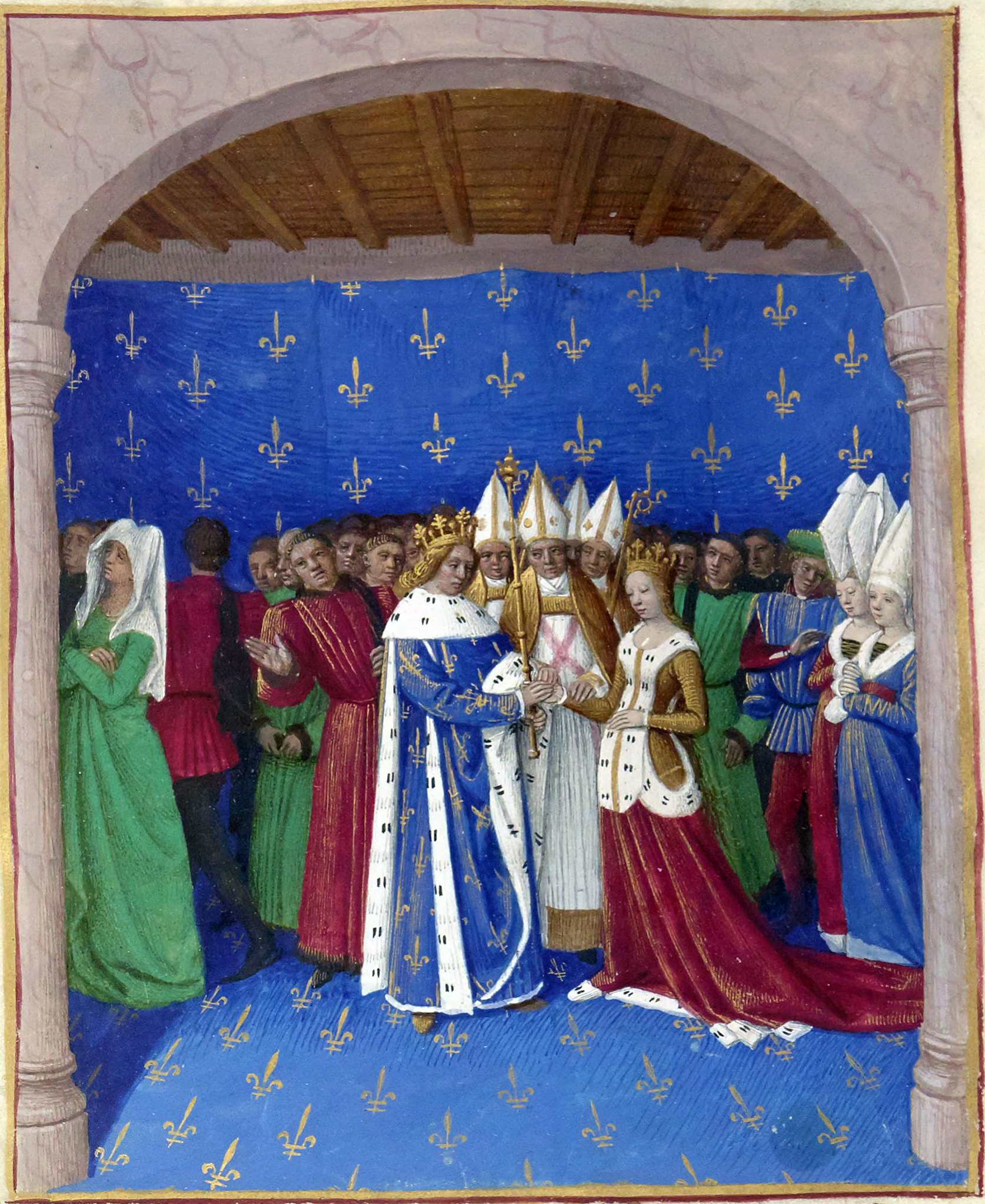
Căsătoria lui Carol al IV-lea cu Marie de Luxemburg, de Jean Fouquet.

Carol al IV-lea a fost al treilea fiu al regelui Filip al IV-lea și al reginei Ioana I de Navara. Carol n-a fost destinat să domnească. Se cunosc foarte puține lucruri despre copilăria lui, pe care și-a petrecut-o în întregime la palatul de la Cité. În 1307, Tatăl său a cumpărat comitatul Bigorre pe care l-a oferit la scurtă vreme lui Carol. Din 1314 până la ascensiunea lui la tron, a deținut titlul de conte de La Marche și a fost încoronat rege al Franței în 1322 la catedrala Reims.
Carol s-a căsătorit cu prima lui soție, Blanche de Burgundia, fiica lui Otto al IV-lea, Conte de Burgundia în 1308, însă Blanche a fost prinsă în 1314 în scandalul Turnului Nesle și a fost închisă. După ce Carol și-a asumat tronul, el a refuzat s-o elibereze pe Blanche, căsătoria lor a fost anulată iar Blanche s-a retras la o mănăstire.
A doua soție, Marie de Luxembourg, fiica împăratului Henric al VII-lea, a murit în urma unei nașteri premature.
Carol s-a căsătorit din nou în 1325, dedata asta cu Jeanne d'Évreux: Jeanne era verișoara lui primară iar căsătoria a necesitat aprobarea Papei Ioan al XXII-lea. Jeanne a fost încoronată regină anul următor, în una din cele mai frumoase ceremonii franceze înregistrate. Ceremonia a reprezentat o combinație dintre o declarație politică, socială și un eveniment "de modă scump"; costul produselor alimentare, blănurilor, bijuteriilor și catifelelor pentru evenimentul lui Carol din 1326 a fost atât de scump încât negocierile asupra costului erau încă în curs de desfășurare în 1329.
Carol s-a bazat puternic în prima jumătate a domniei sale pe unchiul său, Charles de Valois, pentru sfaturi și pentru a efectua sarcini militare cheie. Charles de Valois era conștient că dacă regele Carol murea fără moștenitori masculini, el și moștenitorii lui puteau să pretindă coroana.

## Politica internă
Carol a venit la putere în urma unor tulburări de doi ani în sudul Franței, unde nobilii locali au rezistat planurilor de reformă fiscală ale fratelui său mai mare, Filip al V-lea. Carol a întreprins măsuri rapide pentru a afirma controlul său, executându-l pe contele de L'Isle Jourdain, un problematic nobil din sud. Carol, un rege relativ bine educat, a fondat o bibliotecă celebră la Fontainebleau.
În timpul celor șase ani de domnie, administrarea lui Carol a devenit din ce în ce mai nepopulară. El a manipulat moneda în beneficiul său, a vândut funcții și a confiscat bunuri de la dușmanii săi sau de la cei pe care îi displăcea. El a fost, de asemenea, implicat îndeaproape în probleme evreiești în timpul perioadei. În urma "sperieturii leproase" din 1321, numeroși evrei au fost amendați pentru presupusa lor implicare în această conspirație de a otrăvi fântâni din Franța prin intermediul leproșilor locali și Carol a muncit din greu pentru a executa aceste amenzi. În cele din urmă, Carol a tolerat sau, mai rău, a dispus, expulzarea evreilor din Franța în urma "sperieturii leproase".

## Politica externă

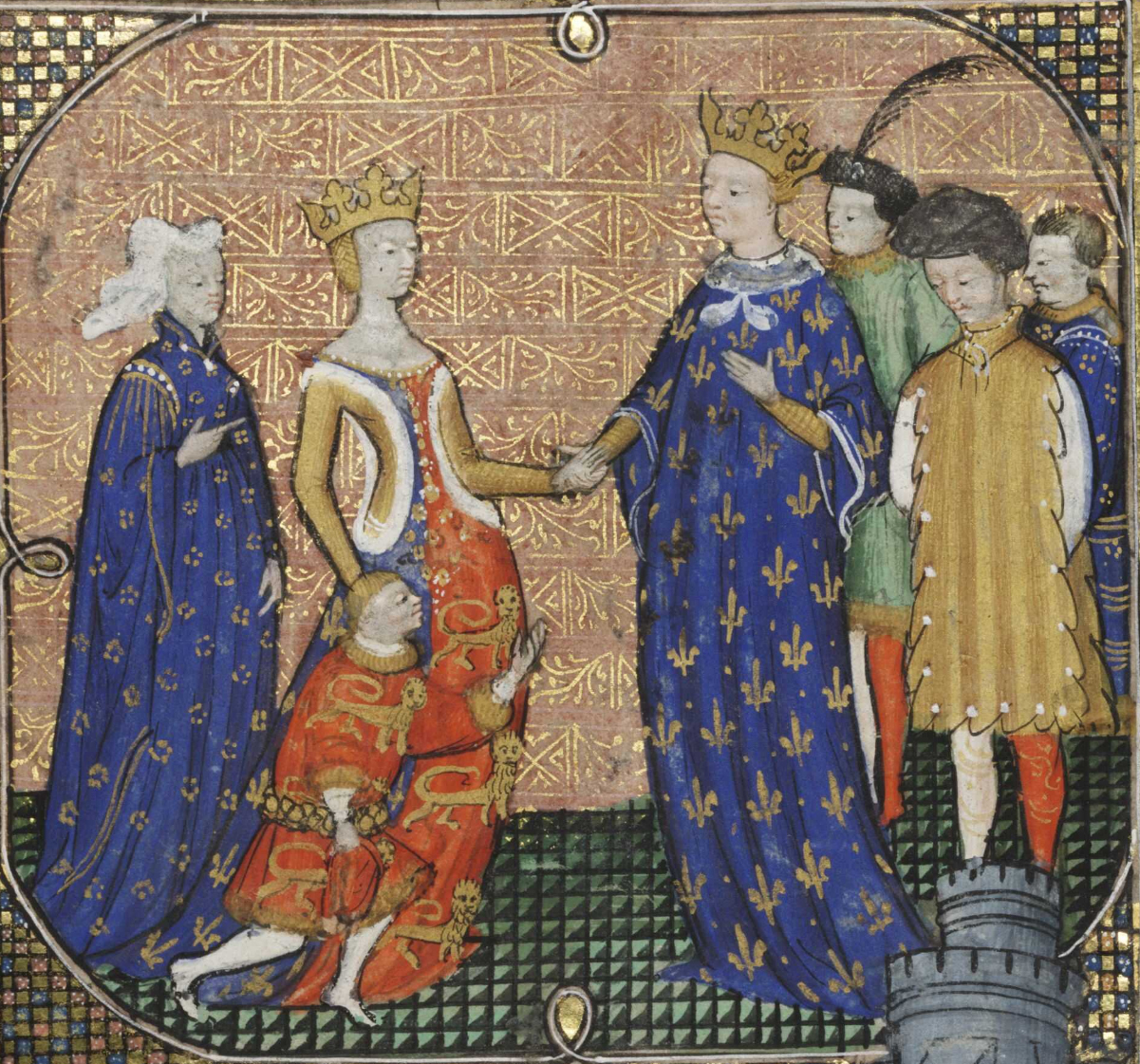
O miniatură aproape contemporană îl arată pe viitorul Eduard al III-lea dându-i un omagiu lui Carol al IV-lea, sub îndrumarea mamei lui Eduard, și sora lui Carol, Isabela, în 1325

Inițial, relațiile dintre Carol al IV-lea și Anglia au fost cordiale. Regele a trimis o ambasadă la regele Eduard al II-lea în vederea unei căsătorii între Marie, una din fiicele lui Carol, și prințul Eduard, viitorul Eduard al III-lea. Ambasadorii francezi chiar au fost de acord să participe la un război împotriva Scoției, în cursul căruia au fost capturați și făcuți prizonieri. Totuși, Gasconia a rămas o parte sensibilă în relația dintre cele două țări. Eduard al II-lea, care era și duce de Guyenne, a vrut să pună capăt luptei pentru influență din regiune. 
În 1323, invazia lui Roger Mortimer a agravat relațiile franco-engleze. Mortimer participase cu câțiva ani în urmă la o revoltă împotriva regelui și a favoritului acestuia, Hugues le Despenser. Învins și închis în Turnul Londrei, el a reușit să scape și a găsit refugiu în Franța. În iulie 1323, Eduard al II-lea a trimis o ambasadă în Franța pentru a obține expulzarea lui Mortimer. Carol al IV-lea a refuzat și, susținând un grad prea mare de rudenie între soți, a pus capăt propunerii de căsătorie între Prințul Eduard și Marie de Valois.. În plus, regele Franței a cerut lui Eduard al II-lea un omagiu pentru ducatul de Guyenne, formalitate pe care suveranul englez nu o îndeplinise de la încoronarea de la Reims.
În toamna anului 1323, incidentul de la Saint-Sardos a pus foc pe paie. Orașul Saint-Sardos din Agenais se găsea în epocă într-o situație complexă. Deși situat pe terenurile ducatului Guyenne, deci a regelui Angliei, el aparținea comunității religioase din Sarlas, care era dependentă de regele Franței. Când Montpezat, stăpân gascon al Saint-Sardos, deci vasal al regelui Angliei, a construit o fortificație, Parlamentul de la Paris a proclamat că el se găsește pe teritoriul regatului Franței.
Gasconii conduși de Montpezat au răspuns francezilor care s-au instalat la palat și ofițerii care au avut ghinionul să se ducă la Saint-Sardos au fost spânzurați. Carol al IV-lea a reacționat cerându-i despăgubiri lui Eduard al II-lea, care a fost de acord cu negocierea însă nu a întreprins nimic. Înainte de a se îmbolnăvi, Carol al IV-lea pronunță prin Parlament confiscarea ducatului Guyenne la 1 iulie 1324, lucru care a declanșat conflictul armat.

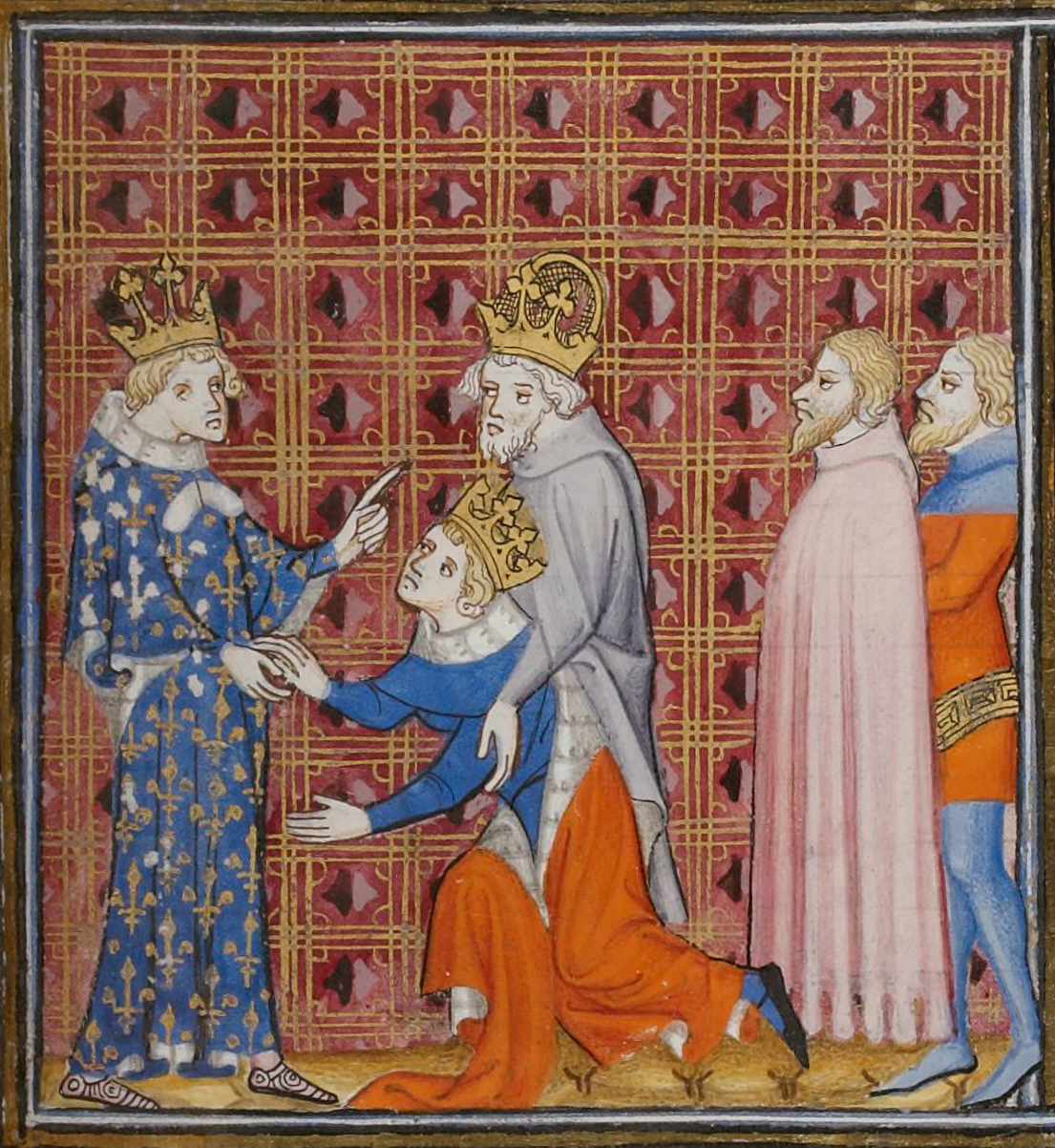
Carol care a dat numele său nepotului său, Carol al IV-lea, Împărat Roman, aici dând oferind un omagiu patronului său.

Principalele operații militare s-au derulat în Guyenne. Regele a trimis o puternică armată comandată de Charles de Valois. Eduard al II-lea l-a trimis pe fratele său vitreg, Edmond de Kent. Lupta a fost ușoară pentru trupele franceze care au întâlnit o rezistență slabă în atacul de La Réole ocupat de Kent. La 22 septembrie 1324 s-a semnat un armistițiu. Pentru a negocia pacea, Eduard al II-lea a trimis-o pe soția sa Isabela, în 1325, să negocieze cu fratele ei, Carol al IV-lea.
Mai târziu în același an, Isabela s-a întors în Franța însoțită de fiul ei cel mare, tânărul prinț Eduard, care i-a adus un omagiu lui Carol, în numele tatălui său, ca un gest de pace. În ciuda acestui fapt, Carol a refuzat să redea terenurile din Aquitania regelui englez, rezultând un acord provizoriu prin care Eduard își relua administrarea teritoriilor engleze rămase de la începutul anului 1326 în timp ce Franța continua să ocupe restul.
Între timp, Isabela a intrat într-o relație cu nobilul englez exilat Roger Mortimer; ea a refuzat să se întoarcă în Anglia și a călătorit la Hainaut unde l-a logodit pe prințul Eduard cu Filipa, fiica contelui local. Ea a folosit banii, plus un împrumut luat de la Carol mai înainte, pentru a forma o armată de mercenari și a invadat Anglia detronându-p pe soțul ei Eduard al II-lea, care a fost ucis în 1327. Sub instrucțiunile Isabelei, Eduard al III-lea a fost de acord cu tratatul de pace cu Carol: Aquitania se va întoarce la Eduard în schimbul a 50.000 de livre, teritoriile Limousin, Quercy, Agenais, Périgord și Bazas rămân regelui Eduard mult reduse teritorial.

## Deces
Carol al IV-lea a murit la Vincennes, Val-de-Marne, și a fost înmormântat lângă cea de-a treia soție, Jeanne d'Évreux la biserica Saint Denis. 
Ca și frații săi mai mari, Carol a murit fără un moștenitor masculin, acest lucru ducând la stingerea linie directe a dinastiei capețiene. Cu doisprezece ani mai devreme, o regulă împotriva succesiunii de către o femeie, derivată din Legea Salică a fost recunoscută ca un control la succesiunea tronului Franței. Aplicarea acestei reguli interzicea fiicei de un an al lui Carol, Marie, să succeadă la tron, însă Jeanne era însărcinată în momentul morții lui Carol.
Dacă ea ar fi dat naștere unui fiu, urma să se constituie o regență sub conducerea moștenitorului Filip de Valois, fiul lui Charles de Valois, și a altor membri ai Casei de Valois. După două luni, Jeanne a născut o altă fiică, Blanche și deci Filip a devenit rege și în mai a fost încoronat ca Filip al VI-lea.
Eduard al III-lea a susținut că deși Legea Salică interzicea moștenirea tronului de către o femeie, totuși nu interzicea moștenirea pe linie femeiască. Sub acest argument Eduard ar fi trebuit să moștenească tronul și acesta a fost baza pretenției sale în Războiul de 100 de Ani (1337–1453).

## Familie
În 1307/1308, Carol s-a căsătorit cu Blanche de Burgundia, fiica lui Otto al IV-lea, Conte de Burgundia. Căsătoria a fost anulată în 1322. Carol și Blanche au avut doi copii:
- Philippe de la Marche (ianuarie 1314 – martie 1322)
- Jeanne de la Marche (1315 – 17 mai 1321)

În 1322 el s-a căsătorit cu Marie de Luxembourg, fiica împăratului Henric al VII-lea. Carol și Marie au avut un copil:
- Louis de France (martie 1324)

La 5 iulie 1325 el s-a căsătorit cu Jeanne d'Évreux (1310–71)
- Jeanne (mai 1326 – ianuarie 1327)
- Marie (1327 – 6 octombrie 1341)
- Blanche (1 aprilie 1328 – 8 februarie 1382), s-a căsătorit cu  Philip de Valois, Duce de Orléans.